# Novo Horizonte (São Paulo)
Pour les articles homonymes, voir Novo Horizonte.
Novo Horizonte est une ville brésilienne du nord de l'État de São Paulo.
Sa population était estimée à 33 900 habitants en 2006. La municipalité s'étend sur 933 km2.

## Maires
| Période | Période | Identité                 | Étiquette | Qualité |
| ------- | ------- | ------------------------ | --------- | ------- |
| 2009    | 2012    | Antonio Vila Real Torres | PSC       |         |